# Vachel Lindsay
Vachel Lindsay (ur. 1879, zm. 1931) – poeta amerykański.

## Życiorys
Nicholas Vachel Lindsay urodził się 10 listopada 1879 w Spingfield w stanie Illinois. Był synem lekarza Vachela Thomasa Lindsaya i działaczki religijnej Esther Catharine Frazee Lindsay. Wkrótce po urodzeniu ciężko chorował i nie było wiadomo, czy przeżyje. Jego trzy młodsze siostry zmarły na szkarlatynę. Był przeciętnym uczniem. W 1892 poszedł do Springfield High School. Spotkał tam nauczycielkę Susan Wilcox, która wywarła na niego duży wpływ. W 1897 zapisał się do Hiram College w Hiram w stanie Ohio, który przygotowywał do studiów medycznych. Nie wykazywał jednak zainteresowania tym kierunkiem i przeniósł się do Chicago Art Institute, gdzie studiował w latach 1901-1903. W 1925 spotkał młodszą o 23 lata Elizabeth Conner i się z nią ożenił. Para miała dwoje dzieci, córkę Susan Doniphan i syna Nicholasa Cave’a. Małżeństwo jednak nie uratowało go od depresji. Popełnił samobójstwo 5 grudnia 1931.

## Twórczość
Vachel Lindsay był typem poety-barda, nie tylko piszącego poezje, ale również wykonującego je publicznie. Dał się poznać jako znakomity recytator własnych utworów. Wydał między innymi tomiki Rhymes To Be Traded for Bread (1912), General William Booth Enters into Heaven and Other Poems (1913), The Congo and Other Poems (1914) i The Chinese Nightingale and Other Poems (1917). Posługiwał się prostymi, łatwo wpadającymi w ucho rytmami.

## Przekłady
Na język polski liryki Vachela Lindsaya tłumaczył Robert Stiller. Poezje wybrane w jego wyborze i przekładzie ukazały się nakładem Ludowej Spółdzielni Wydawniczej w 1977. Wiersze wybrane w wersji tego samego tłumacza pojawiły się dwa lata później w edycji Państwowego Instytutu Wydawniczego.
Wiersze Vachela Lindsaya tłumaczył też Ryszard Mierzejewski